# Francisco Ayala
Francisco Ayala García-Duarte (Granada, Espanha, 16 de março de 1906 — Madrid, 3 de novembro de 2009) foi um escritor espanhol.

## Biografia
Aos dezasseis anos mudou-se para Madrid, onde estudou Direito, Filosofia e Letras. Nesta época publicou as suas duas primeiras novelas, Tragicomedia de un hombre sin espíritu e Historia de un amanecer.
Colaborou habitualmente na Revista de Occidente e na Gaceta Literaria. Residiu em Berlim entre 1929 e 1931 durante o surgimento do nazismo. Doutorou-se em Direito na Universidade Complutense de Madrid e deu aulas na mesma.
Foi letrado das Cortes desde a proclamação da República. No começo da Guerra Civil estava a dar conferências na América do Sul, e durante a mesma exerceu como funcionário do Ministério de Estado.
No final da República exilou-se em Buenos Aires, onde passou dez anos trabalhando e colaborando na revista Sur e no diário La Nación. Nesse tempo foi co-fundador da revista Realidad.
Posteriormente, ainda na década de 1950, Ayala passou a residir em Porto Rico, país no qual deu cursos na Faculdade de Direito da Universidade de Porto Rico, convidado pelo Decano da instituição, o renomeado jurista Manuel Rodríguez Ramos. De Porto Rico viajou para os Estados Unidos da América, onde deu aulas de Literatura espanhola nas universidades de Princeton, Rutgers, Nova Iorque (NYU) e Chicago, embora mantendo estreitas ligações intelectuais e culturais com Porto Rico, onde igualmente viveram longos exílios Pau Casals e Juan Ramón Jiménez, entre outros.
Em 1960 regressou pela primeira vez a Espanha e, pouco a pouco, reintegrou-se na vida literária espanhola. Em 1976 instalou-se definitivamente em Madrid, continuando o seu labor de escritor, conferencista e colaborador da imprensa. Em 1983, aos 77 anos, foi eleito membro da Real Academia Espanhola e leu o seu discurso de entrada um ano depois. Até muito avançada idade continuou a escrever com plena lucidez. Em 1988 obteve o Prémio Nacional das Letras Espanholas; em 1990 foi nomeado Filho Predilecto da Andaluzia; em 1991 foi galardoado com o Prémio Miguel de Cervantes e em 1998 com o Prémio Príncipe das Astúrias de Letras.
A crítica dividiu geralmente a trajetória narrativa de Francisco Ayala em duas etapas: a anterior e a posterior à Guerra Civil.
Na primeira etapa escreveu Tragicomedia de un hombre sin espíritu (1925) e Historia de un amanecer (1926), que se inscrevem numa linha narrativa tradicional. Com El boxeador y un ángel (1929) e Cazador en el alba (1930) aborda a prosa vanguardista. Em ambas as coleções de contos predomina o estilo metafórico, o brilhantismo expressivo, a falta de interesse pela anedota e o fascínio pelo mundo moderno.
Após um longo silêncio, Francisco Ayala iniciou a sua segunda etapa no exílio com El hechizado (1944), relato sobre a tentativa de um crioulo de se encontrar com o rei Carlos II de Espanha e que faz parte em 1949 de Los usurpadores, livro composto por sete narrativas cujo tema comum é a ânsia do poder. A história serve aqui para refletir sobre o passado, a fim de conhecer com maior profundidade o presente. Também em 1949 publica La cabeza del cordero, conjunto de relatos sobre a Guerra Civil Espanhola, nos quais presta maior atenção à análise das paixões e comportamentos das personagens que à crónica de acontecimentos externos. Muertes de perro (1958) constitui uma denúncia da situação de um povo submetido a uma ditadura, ao mesmo tempo que apresenta a degradação humana num mundo sem valores. El fondo del vaso (1962) é um complemento da novela anterior, que está presente neste novo relato através dos comentários que dela fazem as personagens. A ironia converte-se no recurso central desta obra, ainda que uma maior compreensão com o género humano vá substituindo o desprezo. Em algumas ocasiões, como em El hechizado, aproxima-se do mundo existencial e absurdo de Franz Kafka, com uma denúncia implícita da imoralidade e estupidez do poder.
Depois destas novelas Francisco Ayala continuou publicando relatos, como os recolhidos em El As de Bastos (1963), El rapto (1965) e El jardín de las delicias (1971), livro que se baseia no contraste entre a objetividade satírica da primeira parte, «Diablo mundo», e o tom evocativo, subjetivo e lírico da segunda, «Días felices». Em 1982 apareceu De triunfos y penas, e em 1988 El jardín de las malicias, onde recolheu seis contos escritos em diferentes épocas da sua vida.
Grande importância tem também a sua obra ensaística, que abrange temas políticos e sociais, reflexões sobre o presente e o passado de Espanha, o cinema e a literatura.
Escreveu umas interessantes memórias: "Recuerdos y olvidos" (1982, 1983, 1988 e 2006).
Em 16 de março de 2006 cumpriu 100 anos de idade. Foi membro da Academia de Buenas Letras de Granada.

## Títulos

### Narrativa
- Tragicomedia de un hombre sin espíritu (1925).
- Historia de un amanecer (1926).
- El boxeador y un ángel (1929).
- Cazador en el alba (1930).
- El hechizado (1944).
- Los usurpadores (1949).
- La cabeza del cordero (1949).
- Historia de macacos (1955).
- Muertes de perro (1958).
- El fondo del vaso (1962).
- El as de Bastos (1963).
- Mis mejores páginas (1965).
- El rapto (1965).
- Cuentos (1966).
- Obras narrativas completas. Glorioso triunfo del príncipe Arjuna (1969).
- Lloraste en el Generalife.
- El jardín de las delicias (1971).
- El hechizado y otros cuentos (1972).
- De triunfos y penas (1982).
- El jardín de las malicias (1988).
- Relatos granadinos (1990).
- Recuerdos y olvidos 1 (1982) (Memórias).
- Recuerdos y olvidos 2 (1983) (Memórias).
- El regreso (1992).
- De mis pasos en la tierra (1996).
- Dulces recuerdos (1998).
- Un caballero granadino y otros relatos (1999).
- Cuentos imaginarios (1999).

### Ensaio
- El derecho social en la Constitución de la República española (1932).
- El pensamiento vivo de Saavedra Fajardo (1941).
- El problema del liberalismo (1941).
- El problema del liberalismo (1942). Edição ampliada.
- Historia de la libertad (1943).
- Los políticos (1944).
- Histrionismo y representación (1944).
- Una doble experiencia política: España e Italia (1944).
- Ensayo sobre la libertad (1945).
- Jovellanos (1945).
- Ensayo sobre el catolicismo, el liberalismo y el socialismo (1949). De Donoso Cortés, com edição e estudo preliminar de Francisco Ayala.
- La invención del Quijote (1950).
- Tratado de sociología (1947).
- Ensayos de sociología política (1951).
- Introducción a las ciencias sociales (1952).
- Derechos de la persona individual para una sociedad de masas (1953).
- Breve teoría de la traducción (1956).
- El escritor en la sociedad de masas (1956).
- La crisis actual de la enseñanza (1958).
- La integración social en América (1958).
- Tecnología y libertad (1959).
- Experiencia e invención (1960).
- Razón del mundo (1962).
- De este mundo y el otro (1963).
- Realidad y ensueño (1963).
- La evasión de los intelectuales (1963).
- Problemas de la traducción (1965).
- España a la fecha (1965).
- El curioso impertinente, de Miguel de Cervantes (1967). Edição e prólogo.
- El cine, arte y espectáculo (1969).
- Reflexiones sobre la estructura narrativa (1970).
- El Lazarillo: reexaminado. Nuevo examen de algunos aspectos (1971).
- Los ensayos. Teoría y crítica literaria (1972).
- Confrontaciones (1972).
- Hoy ya es ayer (1972).
- Cervantes y Quevedo (1974).
- La novela: Galdós y Unamuno (1974).
- El escritor y su imagen (1975).
- El escritor y el cine (1975).
- Galdós en su tiempo (1978).
- El tiempo y yo. El jardín de las delicias (1978).
- Palabras y letras (1983).
- La estructura narrativa y otras experiencias literarias (1984).
- La retórica del periodismo y otras retóricas (1985).
- La imagen de España (1986).
- Mi cuarto a espaldas (1988).
- Las plumas del Fénix. Estudios de literatura española (1989).
- El escritor en su siglo (1990).
- Contra el poder y otros ensayos (1992).
- El tiempo y yo, o el mundo a la espalda (1992).
- En qué mundo vivimos (1996).
- 'Miradas sobre el presente: ensayos y sociología, 1940-1990', Coleção Obra Fundamental, Fundación Santander, Seleção e Prólogo de Alberto J. Ribes Leiva (Madrid, 2006).

### Artigos de imprensa
- El mundo y yo (1985).

### Traduções
- A. Zweig, Lorenzo y Ana (1930).
- Carl Smith, Teoría de la constitución (1934). Tradução e prólogo.
- Ernst Manheim, La opinión pública (1936).
- Karl Manheim, El hombre y la sociedad en la época de crisis (1936).
- Thomas Mann, Lotte in Weimar (1941).
- Sieyes, ¿Qué es el tercer estado? (1942).
- Benjamin Constant, Mélanges de la Littérature et de Politique (1943).
- Rainer Maria Rilke, Die Aufzeignungen von Malte Laurids Brigge (1944).
- Manuel Antônio de Almeida, Memorias de un sargento de milicias (1946).
- Maximilian Beck, Psicología: Esencia y realidad del alma (1947). Tradução com Otto Langfelder.
- A. Confort, The novel and our time (1949).
- Alberto Moravia, La romana (1950).